# دریس مرتنز
دریس مرتنز (هلندی: Dries Mertens؛ زاده ۶ مهٔ ۱۹۸۷) بازیکن فوتبال اهل بلژیک است.
مرتنز با مبلغی بالغ بر ۱۳ میلیون یورو به‌ آیندهوون منتقل شد و جام‌های کی‌ان‌وی‌بی و یوهان کرایف شیلد را در سال ۲۰۱۲ برنده شد سپس به ناپولی پیوست. او در مجموع ۳۹۷ بازی برای این باشگاه انجام داد و با ۱۴۸ گل بهترین گل‌زن تاریخ این باشگاه به شمار می‌رود. او در سال ۲۰۱۴ قهرمان کوپا ایتالیا و سوپرکاپ ایتالیا شد و در فصل ۲۰۱۶ به عنوان عضوی از تیم منتخب سری آ انتخاب شد.وی در سال ۲۰۲۲ به گالاتاسرای پیوست.